# Slingshot
«Slingshot» es el sencillo debut del actor, cantante y bailarín estadounidense Jack Griffo. Jack Griffo lanzó su sencillo debut en solitario, "Slingshot" el 13 de noviembre de 2013, que cuenta con la participación de Douglas James.

## Video musical
El video musical de "Slingshot" fue lanzado en el canal de YouTube de Griffo el 14 de enero de 2014, y ha recibido más de 1 millón de puntos de vista.